# 鳳凰劇院

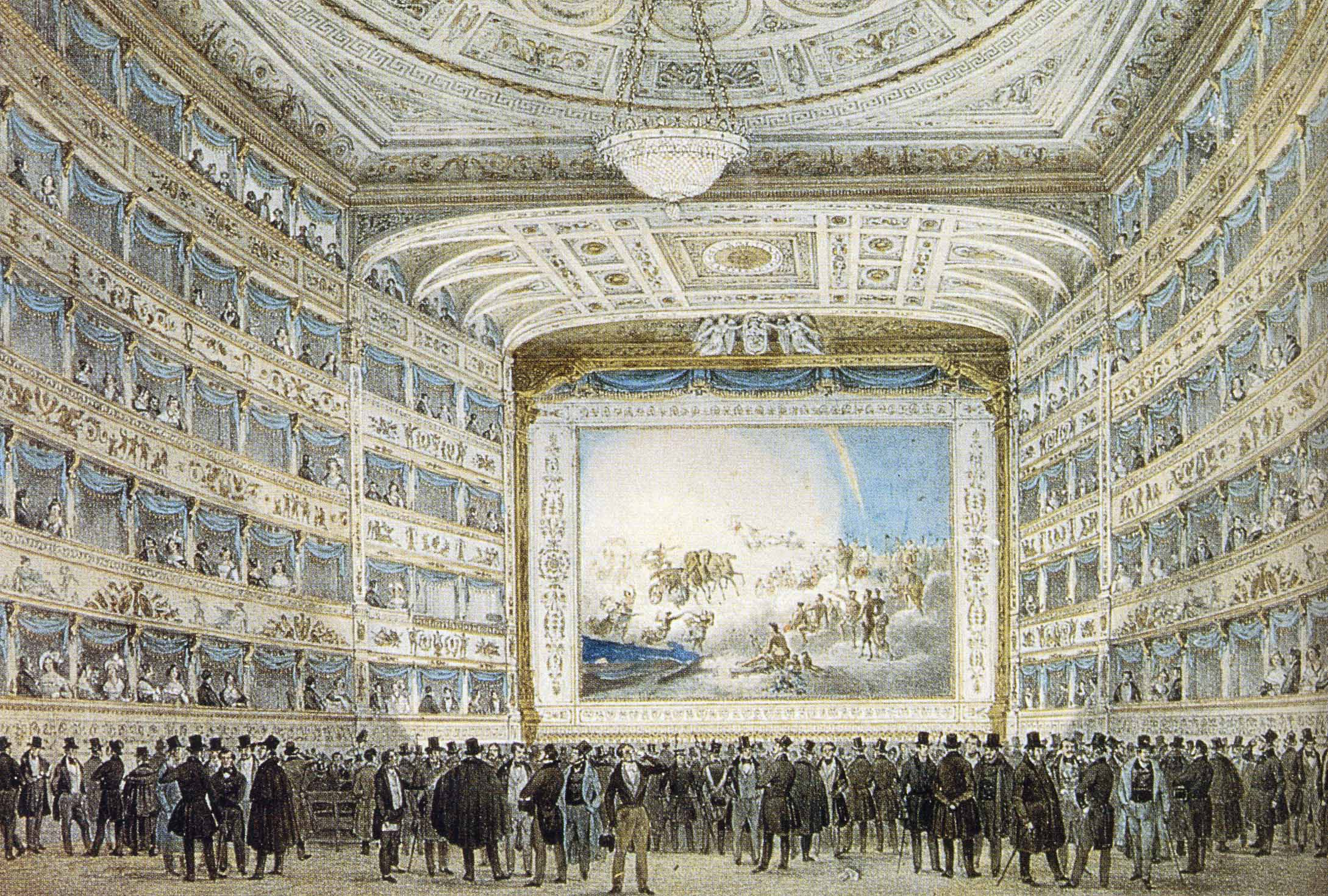
在1837年的劇院大堂(圖畫)

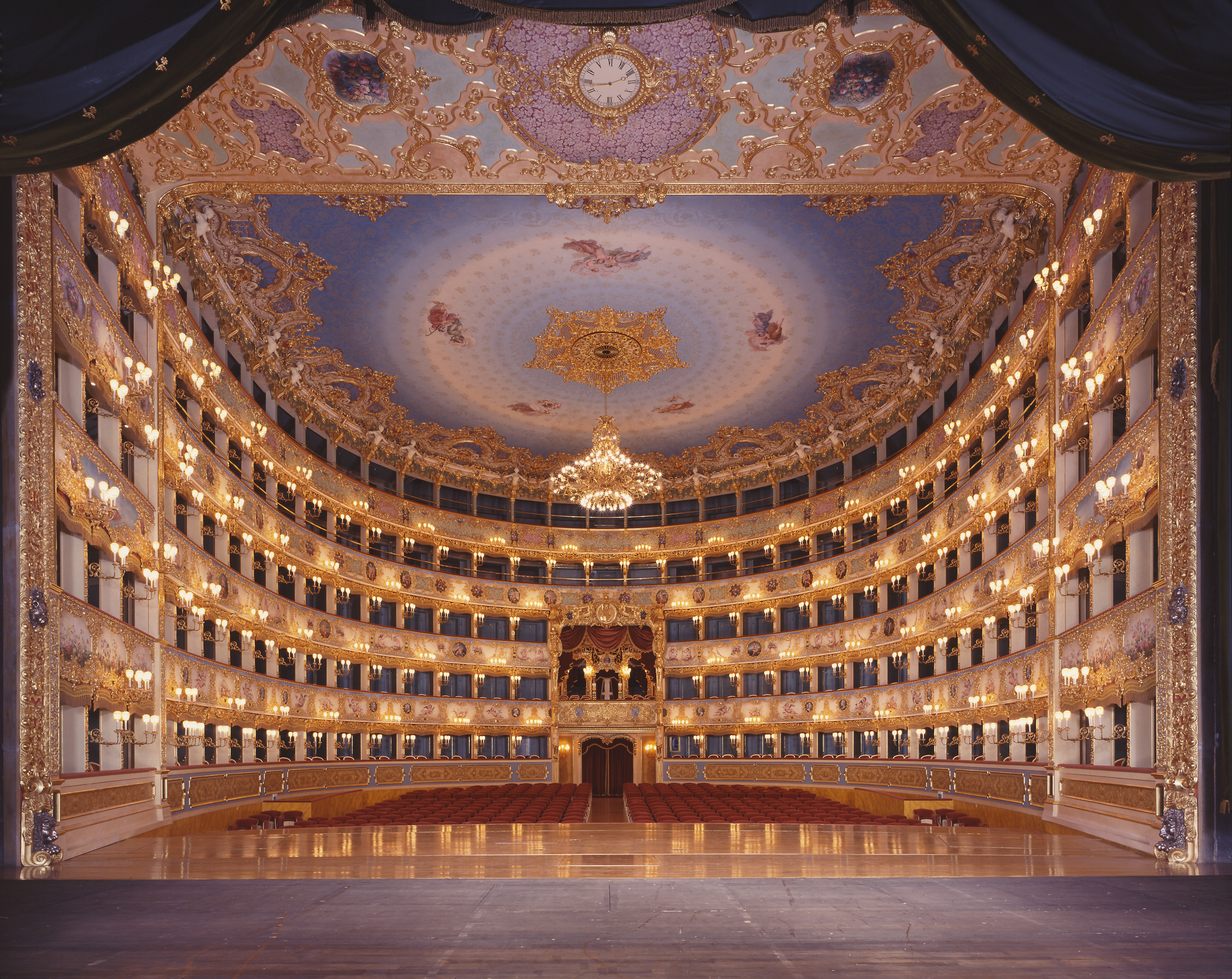
在2018年的劇院大堂(相片)

鳳凰劇院（義大利語：Teatro La Fenice），又名不死鳥大劇院，始自威尼斯共和國末代時期興建。當時，在威尼斯18世紀的戲劇創作很有名，市區內也有不少劇場，它們都由富有的貴族所建造。
不死鳥大劇院內設計原是巴洛克風格建築，經第一次大火焚毀，在1830年代由梅杜納兄弟重建，大廳仿早期模樣，其他地方則有濃厚的新古典主義風格。
1996年1月29日劇院再遇大火，事後發現是人為事件。

## 外部連結
- 不死鳥大劇院官方網 La Fenice website （页面存档备份，存于）
- 重建不死鳥 La Fenice Reconstruction website
- BCC新聞 Two jailed for La Fenice arson （页面存档备份，存于） (BBC News)
- 劇院的重建 Teatro la Fenice di Venezia: the long (and shamy) story of a reconstruction (Venice World)